# ربکا انونچونگ
ربکا انونچونگ (متولد ۱۴ ژوئیه ۱۹۶۷) یک کارآفرین فناوری اهل کامرون است. او به‌عنوان بنیانگذار و مدیرعامل شرکت «AppsTech» شناخته می‌شود و بیشتر به دلیل تلاش‌هایش در زمینه ترویج و توسعه فناوری در آفریقا شهرت دارد. ربکا نقش مهمی در پیشبرد صنعت فناوری در این قاره ایفا کرده و به‌عنوان یکی از چهره‌های پیشرو در این حوزه شناخته می‌شود.
انونچونگ جوایز متعددی را از سازمان‌های معتبری مانند مجمع جهانی اقتصاد دریافت کرده است. مجله فوربس نیز او را در سال ۲۰۱۴ به‌عنوان یکی از ۱۰ مؤسس زن فناوری برتر آفریقا که باید مورد توجه قرار گیرند، معرفی کرد. این دستاوردها نشان‌دهنده تأثیرگذاری و نقش مهم او در پیشرفت فناوری و کارآفرینی در آفریقا است.

## دوران اولیه زندگی و تحصیل
انونچونگ در سال ۱۹۶۷ در منطقه جنوب غربی کامرون به دنیا آمد. پدرش، دکتر هنری ندیفور ابی انونچونگ، یک وکیل سرشناس در کامرون بود. در دوران رشد انونچونگ، پدرش نقش مهمی در تأسیس کانون وکلای فدرال کامرون و همچنین جانشین آن، انجمن وکلای کامرون، ایفا کرد. این پیشینه خانوادگی و تأثیرات پدرش، بدون شک در شکل‌گیری شخصیت و مسیر حرفه‌ای او تأثیرگذار بوده است.
انونچونگ در دوران نوجوانی به همراه خانواده‌اش به ایالات متحده نقل مکان کرد. در حالی که به تحصیل مشغول بود، از سن ۱۵ سالگی کار فروش اشتراک روزنامه به صورت خانه به خانه را آغاز کرد. او با تلاش و پشتکار خود، در سن ۱۷ سالگی به مدیریت همان شرکت ارتقا یافت. این تجربیات اولیه، پایه‌های کارآفرینی و مدیریتی او را در سال‌های بعد تقویت کرد.
انونچونگ در دانشگاه کاتولیک آمریکا تحصیل کرد و در آنجا موفق به دریافت مدرک لیسانس علوم و همچنین مدرک کارشناسی ارشد در رشته اقتصاد شد. این تحصیلات آکادمیک، پایه‌های علمی و تخصصی لازم را برای موفقیت‌های بعدی او در حوزه فناوری و کارآفرینی فراهم کرد.

## پیشه

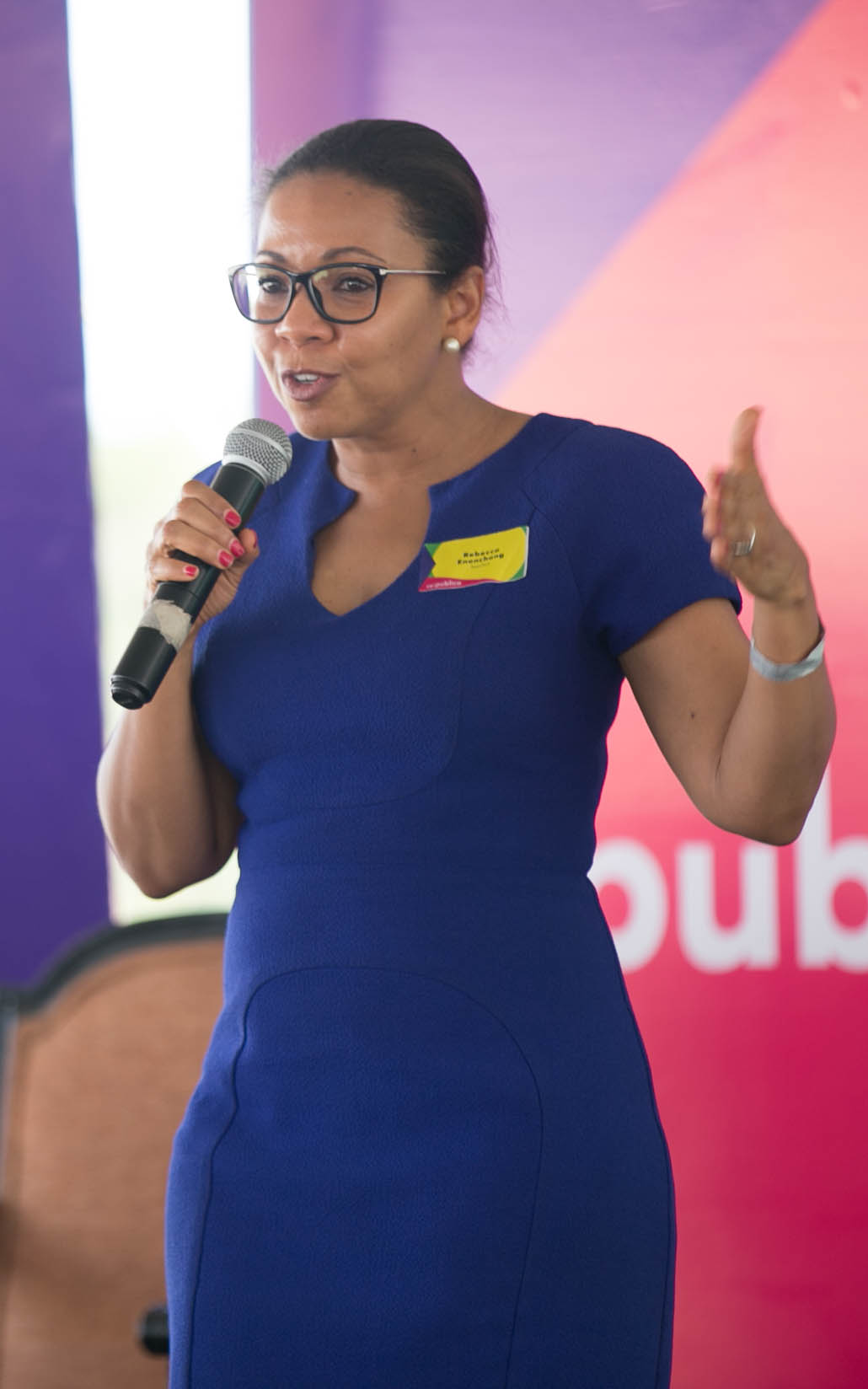
انونچونگ در سال 2018

پس از اتمام تحصیلات، انونچونگ برای چندین سازمان معتبر از جمله بانک توسعه بین‌آمریکایی (IaDB) و شرکت اوراکل (Oracle Corporation) کار کرد. این تجربیات حرفه‌ای، مهارت‌ها و دانش او را در حوزه‌های مالی و فناوری تقویت کرد و زمینه را برای ورود او به عرصه کارآفرینی و تأسیس شرکت‌های موفق فراهم ساخت.
در سال ۱۹۹۹، انونچونگ شرکت «AppsTech» را تأسیس کرد. این شرکت یک ارائه‌دهنده جهانی راه‌حل‌های نرم‌افزاری سازمانی است که در شهر بتسدا، مریلند، مستقر می‌باشد. AppsTech به‌عنوان یکی از شرکای پلاتینیوم اوراکل (Oracle Platinum Partner) شناخته می‌شود و خدمات خود را به مشتریان در بیش از ۴۰ کشور جهان ارائه می‌دهد. این شرکت به‌عنوان یکی از موفق‌ترین شرکت‌های فناوری در سطح جهانی، نقش مهمی در ارائه راه‌حل‌های نوآورانه برای سازمان‌ها ایفا کرده است.
AppsTech دفاتر خود را در چندین کشور، از جمله کامرون، زادگاه انونچونگ، افتتاح کرد. با این حال، او این تجربه را چالش‌برانگیز توصیف کرده است، به‌طوری که در نهایت منجر به تعطیلی برخی از شرکت‌های تابعه AppsTech شد. این چالش‌ها بخشی از فراز و نشیب‌های طبیعی در مسیر گسترش کسب‌وکارهای بین‌المللی، به‌ویژه در مناطق با شرایط اقتصادی و سیاسی پیچیده، بودند.
در سال ۲۰۰۲، مجمع جهانی اقتصاد در داووس سوئیس، انونچونگ را به همراه دیگر کارآفرینان برجسته فناوری مانند لری پیج (بنیانگذار گوگل) و مارک بنیوف (مدیرعامل Salesforce.com) به‌عنوان یکی از «رهبران جهانی فردا» (Global Leaders of Tomorrow - GLT) معرفی کرد. این عنوان به افرادی اعطا می‌شد که به‌عنوان چهره‌های پیشرو و نوآور در حوزه‌های مختلف، آینده‌ای روشن را برای جهان رقم می‌زدند. این انتخاب، نشان‌دهنده تأثیرگذاری و نقش مهم انونچونگ در صنعت فناوری و کارآفرینی بود.
در سال ۲۰۱۳، انونچونگ به‌عنوان یکی از فینالیست‌های جایزه «زن دیجیتال آفریقایی» (Africa's Digital Woman Award) شناخته شد. سپس در مارس ۲۰۱۴، مجله فوربس او را در فهرست «۱۰ مؤسس زن فناوری برتر آفریقا که باید مورد توجه قرار گیرند» قرار داد. این افتخارات نشان‌دهنده نقش پیشرو و تأثیرگذار او در توسعه فناوری و کارآفرینی در آفریقا است.
انونچونگ به‌عنوان یکی از منابع پرطرفدار و پرطرفدار اخبار فناوری آفریقا در توییتر شناخته می‌شود و تا سال ۲۰۲۳، بیش از ۲۰۰,۰۰۰ دنبال‌کننده دارد. حساب توییتر او با نام «@Africatechie» به‌عنوان یک مرجع معتبر در حوزه فناوری اطلاعات در آفریقا شهرت یافته و حتی به نام مستعار او در محافل فناوری تبدیل شده است. این حضور فعال در فضای دیجیتال، نقش او را به‌عنوان یکی از چهره‌های پیشرو در این حوزه تقویت کرده است.
در آگوست ۲۰۲۱، ربکا انونچونگ در شهر دوآلا دستگیر و بازداشت شد. وکلای او این اقدام را به‌عنوان «سوءاستفاده جدی از قدرت» از سوی سیستم قضایی محکوم کردند. این اتفاق توجه زیادی را در محافل حقوقی و فناوری به خود جلب کرد و بحث‌هایی را درباره وضعیت عدالت و حاکمیت قانون در کامرون برانگیخت.

## کار غیر انتفاعی
انونچونگ بخش عمده‌ای از دوران حرفه‌ای خود را به ترویج و توسعه فناوری در آفریقا اختصاص داده است. او این فعالیت‌ها را هم در ایالات متحده و هم در آفریقا پیش برده است. او بنیانگذار و رئیس «انجمن فناوری آفریقا» است، یک سازمان غیرانتفاعی که به حمایت از استارت‌آپ‌های فناوری در آفریقا می‌پردازد. علاوه بر این، او در سال ۲۰۲۰ به‌عنوان داور جایزه آفریقا برای نوآوری مهندسی فعالیت کرد. در آن سال، شارلت انگوسان به‌عنوان اولین زن، برای فناوری تأیید هویت مردم آفریقا، این جایزه را دریافت کرد. این تلاش‌ها نشان‌دهنده تعهد انونچونگ به پیشرفت فناوری و توانمندسازی جامعه در آفریقا است.
انونچونگ یکی از اعضای هیئت مدیره بنیاد Salesforce.com است. او همچنین در هیئت مدیره VC4Africa فعالیت می‌کند، که یکی از بزرگترین جوامع آنلاین در آفریقا است و به حمایت از کارآفرینان و سرمایه‌گذاران می‌پردازد. علاوه بر این، او عضو پانل مشاوره دیجیتالی وزارت توسعه بین‌المللی بریتانیا است. پیش از این، او با کمیته مشاوره جهانی زنان سازمان ملل متحد و گروه ویژه فناوری اطلاعات و ارتباطات سازمان ملل متحد همکاری داشته است. این نقش‌ها نشان‌دهنده تأثیرگذاری و مشارکت گسترده او در پیشرفت فناوری و کارآفرینی در سطح جهانی است.

## شناخته شده به عنوان
- عضو بین المللی منتخب، آکادمی سلطنتی مهندسی بریتانیا، 2022.
- فوربس - 50 بالای 50: جایزه EMEA (2022) [۲۲]
- بیزنس اینسایدر - رهبر زن سال آفریقا (2022) [۲۳]
- Black Enterprise  زنان قدرتمند ۲۰۱۴  [۲۴]
- اخبار فناوری اطلاعات آفریقا - 10 آفریقایی که در فناوری موج می زنند (2014) [۲۵]
- فوربس – 10 بنیانگذار فناوری زن برای تماشا در آفریقا (2014) [۲۶]
- Digital Women – زن دیجیتال آفریقایی فینالیست سال (2013) [۱۴]
- WIE (شبکه زنان، الهام و سازمان) – 2013 WIE Africa Woman قدرت [۲۷]
- آفریقای جدید - 50 زن پیشرو در تجارت در سال 2013 [۲۸]
- مجمع جهانی اقتصاد - رهبر جهانی برای فردا (2002) [۲۹]
- پوشه آفریقایی - بنیانگذاران زن آفریقایی که باید در سال 2023 بشناسید [۳۰]

## لینک های خارجی
- https://twitter.com/africatechie?ref_src=twsrc%5Egoogle%7Ctwcamp%5Eserp%7Ctwgr%5Eauthor
- https://www.linkedin.com/in/rebeccaenonchong